# Kansas State Wildcats football
La squadra di football dei Kansas State Wildcats rappresenta l'Università statale del Kansas. I Wildcats competono nella Football Bowl Subdivision (FBS) della National Collegiate Athletics Association (NCAA) e nella Big 12 Conference. La squadra è allenata dal 2019 da Chris Klieman. Gioca le sue gare interne al Bill Snyder Family Stadium di Manhattan, Kansas, e la sua rivalità principalè è con i Kansas Jayhawks.

## Titoli

### Titoli di conference
Kansas State ha vinto sette titoli di conference.
| Year | Conference                                  |
| 1909 | Kansas Intercollegiate Athletic Association |
| 1910 | Kansas Intercollegiate Athletic Association |
| 1912 | Kansas Intercollegiate Athletic Association |
| 1934 | Big 6 Conference                            |
| 2003 | Big 12 Conference                           |
| 2012 | Big 12 Conference                           |
| 2022 | Big 12 Conference                           |

## Premi individuali

### Membri della College Football Hall of Fame
Cinque membri dei Wilcats sono stati inseriti nella College Football Hall of Fame:
- Charlie Bachman (1978)
- Mark Simoneau (2012)
- Bill Snyder (2015)
- Gary Spani (2002)
- Lynn "Pappy" Waldorf (1966)

Fonte:

### Finalisti dell'Heisman Trophy
| Anno | Nome           | Ruolo | Classifica | Punti |
| 1970 | Lynn Dickey    | QB    | 10º        | 49    |
| 1998 | Michael Bishop | QB    | 2º         | 792   |
| 2003 | Darren Sproles | RB    | 5º         | 134   |
| 2012 | Collin Klein   | QB    | 3º         | 894   |

### Numeri ritirati
| Numeri ritirati |              |             |         |
| N.              | Giocatore    | Ruolo       | Anni    |
| 11              | Lynn Dickey  | Quarterback | 1968-70 |
| 11              | Steve Grogan | Quarterback | 1972-74 |